# 1936-os Le Mans-i 24 órás verseny
Az 1936-os Le Mans-i 24 órás versenyt az eredeti tervek szerint 1936. június 14-e és június 15-e közt rendezték volna meg, de eltörölték mivel a munkások sztrájkba léptek a Nagy gazdasági világválság franciaországi hatásai miatt. Nem volt elég ember, aki az utcákat a versenyhez alakította volna és hiány volt a versenyrendezőkből is, így a szervezők nem dönthettek  másképp csak a verseny eltörlése mellett.
Az eltörlés bejelentéséig összesen 33 jelentkezést regisztráltak a versenyre, beleértve a gyári támogatású  Delage, Aston Martin, Talbot, Delahaye, és Simca-Gordini is.